# William Seward Burroughs (inventore)
William Seward Burroughs (Rochester, 28 gennaio 1855 o 1857 – Citronelle, 14 settembre 1898) è stato un inventore statunitense.

## Biografia
Inizialmente lavorò come impiegato di banca, ma lasciò questo lavoro per dedicarsi alla realizzazione di una macchina addizionatrice scrivente in grado di semplificare realmente il lavoro di contabilità bancaria.
La sua addizionatrice non fu in assoluto la prima di questo tipo (cfr. Comptograph), ma fu la prima a cui arrise un effettivo successo commerciale (tanto che Burroughs viene spesso considerato come l'inventore di queste macchine e dello scontrino da esse prodotto). Per la produzione della sua invenzione fondò nel 1886, con alcuni soci, la American Arithmometer Company (che nel 1904, in suo onore, sarebbe diventata la Burroughs Adding Machine Company). La Burroughs fu la prima ditta a raggiungere, nel 1927, un milione di calcolatrici prodotte. In seguito a fusioni ed acquisizioni la società cambiò più volte la propria ragione sociale, fino ad essere inglobata nell'attuale Unisys insieme ad altri storici marchi americani.
L'effettiva data di nascita di Burroughs è incerta, in quanto, secondo alcune fonti nacque nel 1855, secondo altre nel 1857.
Morì a Citronelle (Alabama) e venne sepolto al Bellefontaine Cemetery di Saint Louis.
Il nipote e il pronipote (che avevano esattamente lo stesso nome) furono due noti scrittori.

## Brevetti

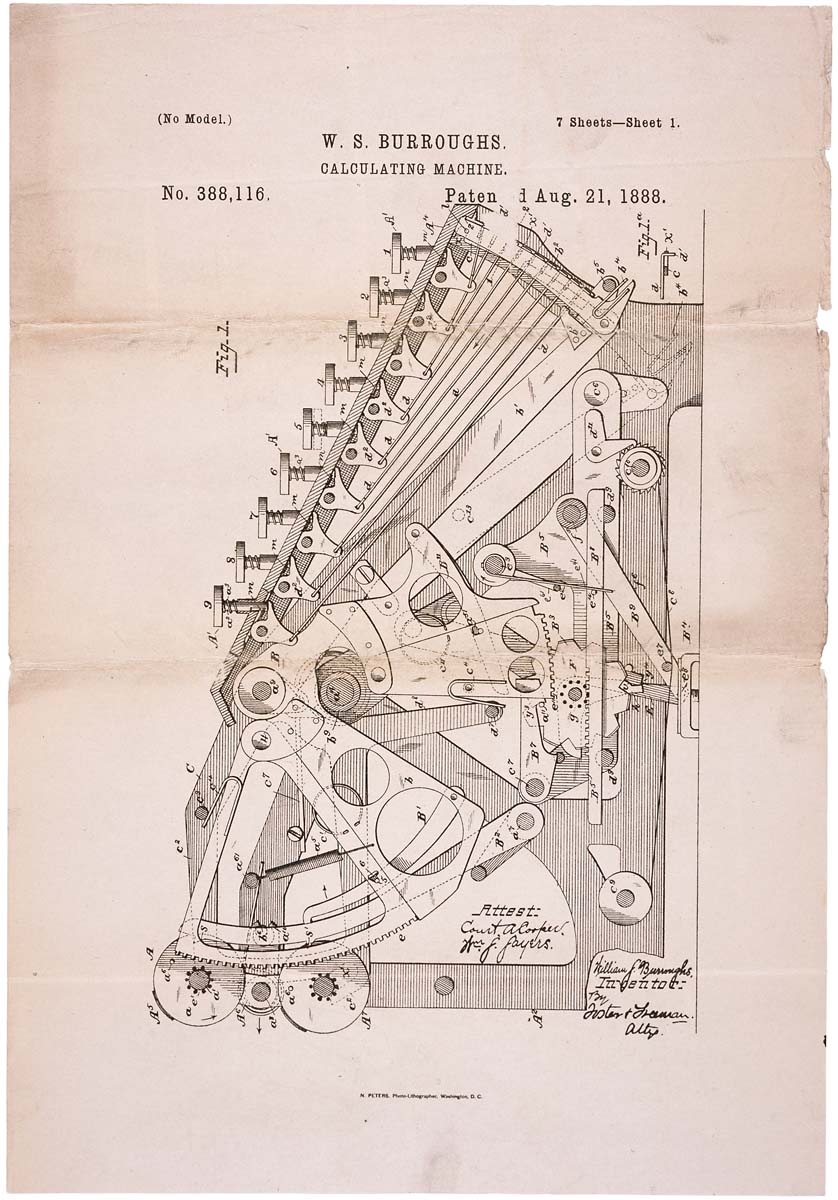
Brevetto 388116, Calculating-machine.

- (EN)  US388116, United States Patent and Trademark Office, Stati Uniti d'America. Calculating-machine. Depositato nel gennaio 1885, rilasciato ad agosto 1888.
- (EN)  US388117, United States Patent and Trademark Office, Stati Uniti d'America. Calculating-machine. Depositato nell'agosto 1885, rilasciato ad agosto 1888.
- (EN)  US388118, United States Patent and Trademark Office, Stati Uniti d'America. Calculating-machine. Depositato nel marzo 1886, rilasciato ad agosto 1888.
- (EN)  US388119, United States Patent and Trademark Office, Stati Uniti d'America. Calculating-machine. Depositato nel novembre 1887, rilasciato ad agosto 1888.